# E261号線
E261号線 (E261ごうせん、英: European route E261) はポーランドにあり、シフィエチェ – ポズナン – ヴロツワフを結ぶ、欧州自動車道路のBクラス幹線道路。

## 経路

### 経過する主要都市
- ポーランド
  - シフィエチェ - ポズナン - ヴロツワフ

### ポーランド
- S5: シフィエチェ (E75)
- DK5: シフィエチェ - ブィドゴシュチュ - ジュニン
- S5: ジュニン - グニェズノ - ポズナン (E30) - レシュノ - ヴロツワフ (E40, E67)